# 巴甫洛沃
55°57′N 43°4′E / 55.950°N 43.067°E
巴甫洛沃（俄语：Па́влово），或奧卡河畔巴甫洛沃（Па́влово-на-Оке），是俄羅斯下諾夫哥羅德州西部的一個城市，位於奧卡河畔。2002年人口649,814人。